# Finale (logiciel)
Pour les articles homonymes, voir Finale.
 (août 2024).
Finale est un ancien logiciel d'édition de partitions musicales pour Windows et Mac OS X, développé et édité par la société MakeMusic. Dans les années 2000, il est reconnu, avec Dorico ou Sibelius, comme l'un des standards des logiciels d’édition musicale de qualité professionnelle.

## Fonctionnement
Finale permet d’éditer des partitions pour n’importe quelle formation, de la simple écriture d’un exercice pour violon à la production d’un opéra avec orchestre symphonique et chanteur. Finale permet, dans un seul et même document, de produire à la fois le conducteur et les parties instrumentales. Finale rend possible l’écoute d’une partition à l’aide d’un instrument MIDI externe ou des sons Garritan fournis avec la version complète du logiciel. Un plug-in payant (NotePerformer) permet d'exporter des fichiers WAV avec des sons beaucoup plus réalistes, tout en demandant très peu d'investissement de la part de l'utilisateur.
Au lancement du logiciel, un assistant permet d'aider à créer un nouveau document et de spécifier l'orchestration, la signature rythmique, l'armure, ainsi que les informations intégrées au document telles que le titre de la pièce ou le nom du compositeur.
L’interface de Finale comporte des palettes et barre d’outils qui permettent d’accéder aux fonctions d’édition. La visualisation d’une partition peut se faire sous trois modes d’affichage :
– le mode Page qui représente la partition telle qu'elle apparaît à l’impression ;
– le mode Défilement qui dispose les mesures les unes à la suite des autres ;
– le mode Studio dédié au mixage.
La saisie des notes peut s’effectuer à l’aide de la souris, du clavier de l’ordinateur ou d’un instrument MIDI. Il est également possible de faire toutes sortes d’opérations similaires à celles d’un traitement d’un texte, telles que le copier/couper/coller.
Pour écrire plusieurs voix sur une portée, Finale utilise des couches (layers), chaque couche étant indépendante et ayant une couleur qui lui est propre. Un maximum de quatre couches peut être saisi sur une seule et même portée.
Il est également possible de configurer tous les éléments d’une partition : barres de mesure, chiffrage, tailles des notes, altérations, armures, etc. De nombreux outils sont également mis à disposition afin d’ajouter, de créer ou de personnaliser des signes expressifs, des articulations, des nuances, des phrasés, etc. L’ajout et l’organisation des paroles et des chiffrages d’accords sont également intégrés à l’aide d’outils spécifiques. L’ajout de portées de tablature et de diagrammes de manche est également possible.
De nombreux plug-ins (plus de soixante) sont destinés à faciliter la composition et l’édition d’une partition, comme l’ajout simplifié des altérations de précautions, l’harmonisation automatique d’une séquence, ou encore la vérification de l’ambitus. Outre les plug-ins fournis avec Finale, on peut en trouver un grand nombre qui sont proposés par des développeurs tiers : TGTools (payants), Medieval (payant), Perfect Layout (payant), JW plug-ins, JW Lua, Patterson plug-ins.

## Historique
Éditée par l’entreprise Coda Music Software, la version 1.0 de Finale voit le jour en 1988, sous la direction du programmeur Phil Farrand. La version était initialement prévue uniquement pour MacIntosh. Peu après la sortie de la version 2.0, Coda fournit également une version pour PC; cette première version pour PC était loin d'être exempte de bugs mais tout cela fut corrigé à partir de la version 3. En 1997, après avoir atteint la version 3.7, les versions de Finale sont désignées par l’année de leur publication, en commençant avec Finale 97.
Publié au début de l’année 2004, Finale 2004 est la première version développée en premier lieu pour PC et ensuite adaptée à Macintosh fonctionnant sous Mac OS X Panther. Cette version sous Mac était limitée par rapport à la version Windows, mais plusieurs mises à jour successives furent mises en ligne afin de pallier les lacunes de la version Mac. Le cycle de développement s’accéléra ensuite afin de publier Finale 2005, qui, bien que n’offrant que peu de nouvelles fonctionnalités par rapport à la version précédente, fut la première sortie réunissant les versions Windows et Mac sur le même CD de distribution.
L’une des principales nouveautés de Finale 2006 (publié à l'été 2005) est l’intégration de la bibliothèque de sons Garritan Personal Orchestra, afin de procurer à l’utilisateur une lecture audio plus réaliste qu’avec le synthétiseur SmartMusic SoftSynth inclus jusqu’alors. Cette sortie voit également l’apparition du mode d’affichage Studio, venant compléter les modes Page et Défilement. Ce nouveau mode fonctionne comme le mode Défilement mais apporte en plus des possibilités étendues de mixage audio ainsi qu’une portée supplémentaire, appelée TempoTap, fournissant un contrôle amélioré du tempo.
La version 2007 apporte également son lot d’innovations. Le conducteur et les parties instrumentales sont désormais liés : une modification sur le conducteur est automatiquement répercutée sur les parties liées, et vice versa. Il est donc possible de produire le conducteur et l’ensemble du matériel d’orchestre à l’aide d’un seul et même fichier. Cette version fonctionne nativement sur les PowerPC, les MacIntel et sur Windows XP.
Finale 2008 est la première version à supporter pleinement Windows Vista (32 bits). Un nouvel outil Sélection est apparu, réunissant plusieurs outils auparavant indépendants et améliorant ainsi l’ergonomie du logiciel. Cette version introduit également la possibilité d’enregistrer en temps réel, d’importer et de synchroniser une piste audio.
La version 2009 est l’occasion pour Makemusic de fêter les 20 ans du logiciel. Cette version offre de nombreuses améliorations telles que l'organisation d'expressions par catégorie. Le mode Page est également remanié et permet désormais de visualiser plusieurs pages d’un même document dans la même fenêtre. Les pages peuvent être disposées soit à l’horizontale, les unes à la suite des autres, soit à la verticale. Finale 2009 intègre le nouveau moteur Garritan Aria Player ainsi que de nouveaux échantillons. Kontakt 2 Player est toujours supportée, mais n’est plus inclus dans la version.
Finale 2010 est publié en juin 2009 et apporte des changements au niveau des accords et des notations de percussion. Finale 2010 est publié en français en juillet 2010.
Finale 2011 a été publié en juin 2010. Cette version ajoute de nouveaux sons Garritan, introduit la police Alpha Notes (les noms des notes  sont intégrés dans chaque tête de note), les accords avec capodastre et améliore les attributs de portées. Finale 2011 est publié en français en février 2011.
Finale 2012 a été publié à l'automne 2011. La principale nouveauté de ce nouveau millésime est le gestionnaire de partition, qui réunit plusieurs fonctions essentielles sur une seule fenêtre. Finale 2012 est sorti en français en avril 2012. 2012c sera la dernière mise à jour en anglais, 2012a la dernière en français.
Fin 2014, les logiciels Finale 2011 et Finale 2012 ne sont plus compatibles avec OS X Yosemite pour les utilisateurs d'Apple et l'éditeur annonce qu'il ne mettra pas à jour les logiciels.
Finale 2014 sort en novembre 2013 et est mis à jour en version 2014d (anglais et français). Un nouveau format de fichier, .musx, fait son apparition, qui sera le format des futures versions. Il devient aussi possible d'exporter au format de Finale 2012 (.mus), ce qui marque un début de rétro-compatibilité.
Finale 25 sort en août 2016, d'abord en anglais. Cette version marque le passage de l'application en 64 bit et adopte une nouvelle numérotation de version.
Le 25 août 2024 est annoncée la fin du développement et de la commercialisation du logiciel. Les versions déjà installées restent fonctionnelles au niveau de l'activation. Cependant, il est vivement recommandé de ne plus mettre à jour les systèmes, surtout pour les utilisateurs de Mac.

## Versions
Le logiciel est décliné en plusieurs versions :
- Finale ;
- Finale Allegro ;
- Finale PrintMusic ;
- Finale SongWriter ;
- Finale NotePad.

Seules les versions Finale, Finale SongWriter et Finale PrintMusic sont traduites en français.

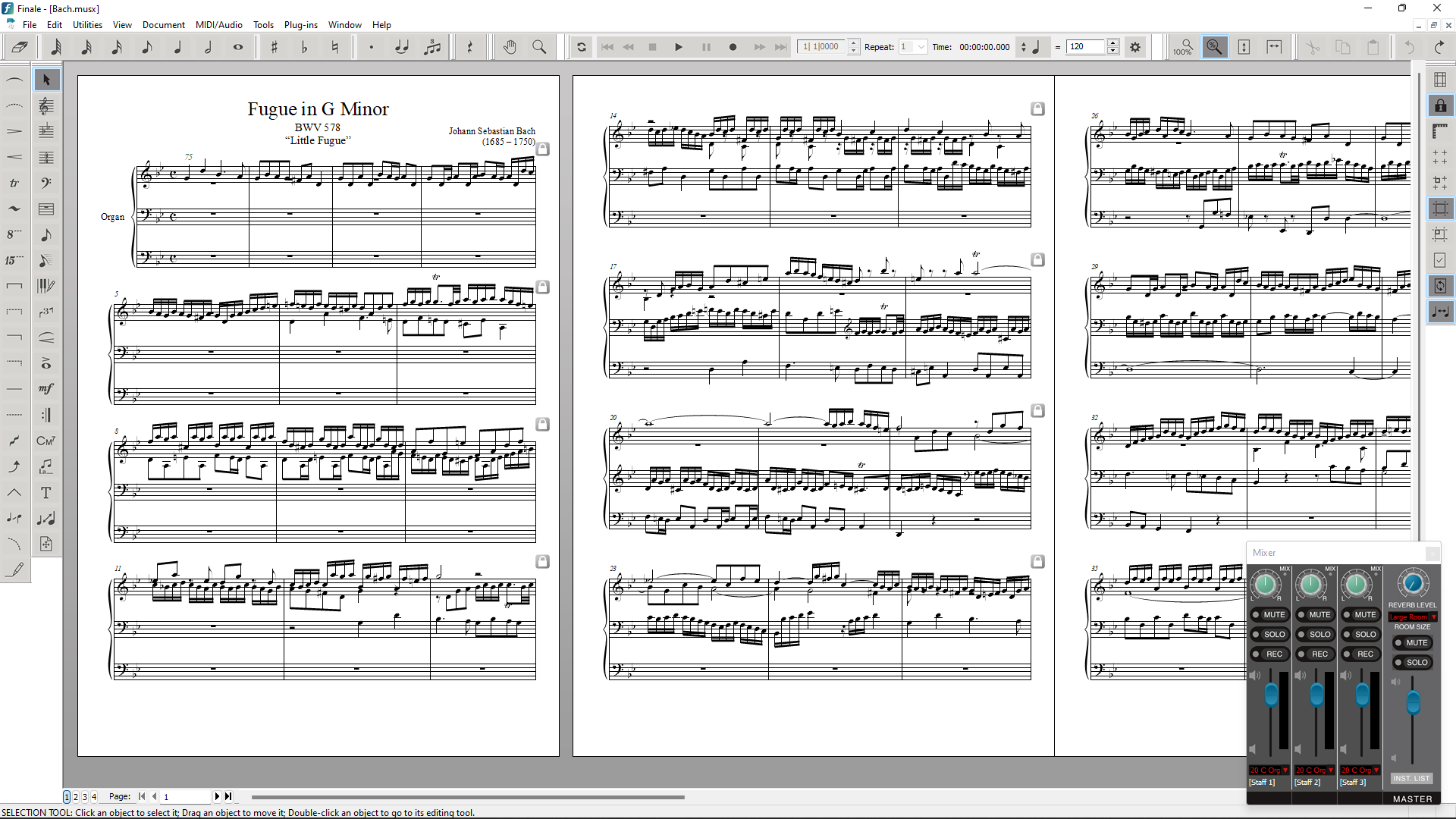
Exemple d'écran de Finale sous Windows.

N.B. : en 2018, seule la version complète de Finale est encore développée, les autres sont abandonnées.

## Traductions et distributions
La traduction française et la distribution du logiciel en France sont assurées par la société IPE Music.